# Fodor Gyula (politikus)
Fodor Gyula (Nagyvárad, 1901. szeptember 10. – Budapest, 1975. április 3.) politikus, szakszervezeti vezető.

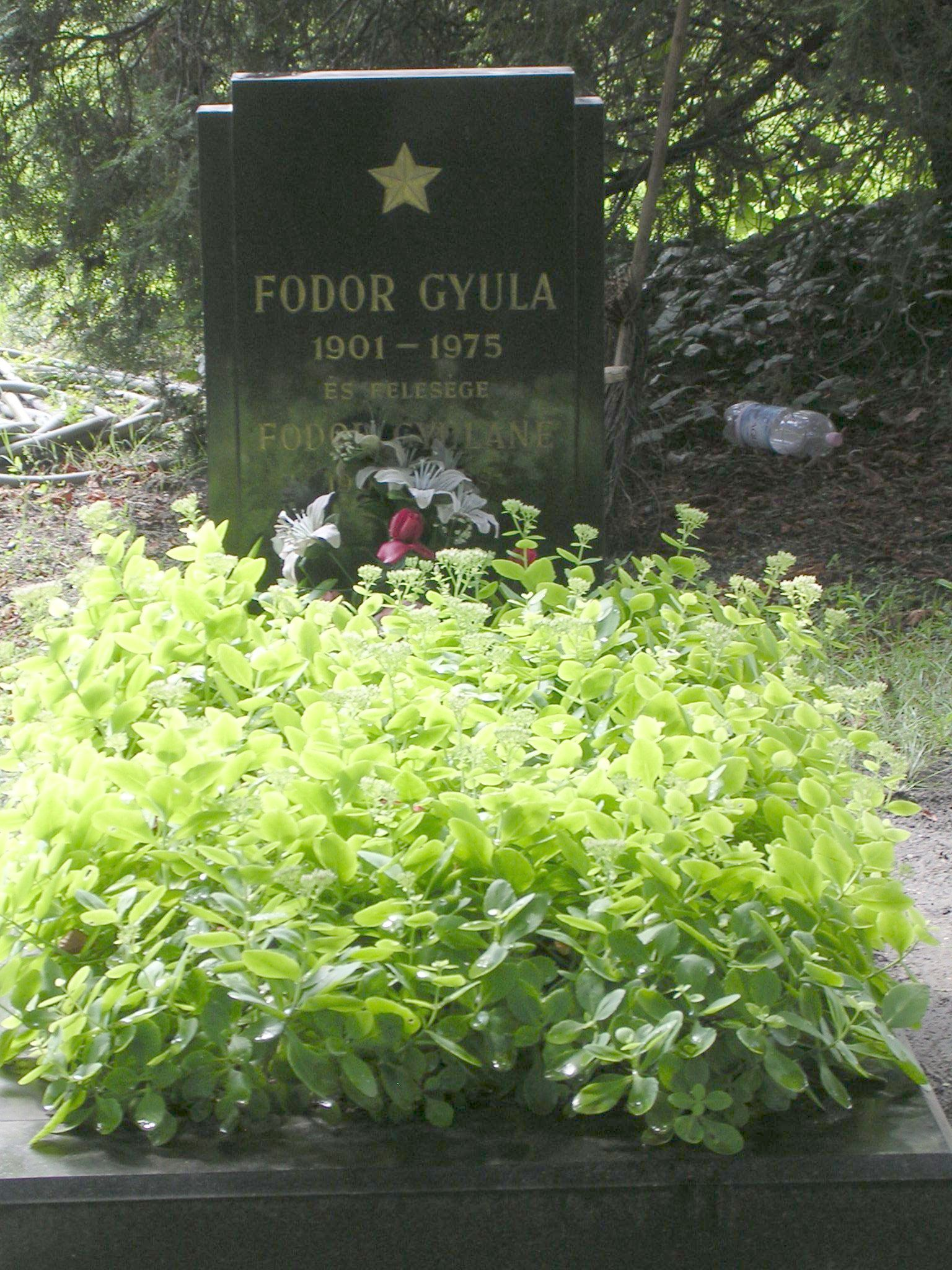
Sírja a Fiumei úti sírkertben (30/2-1-53)

## Életpályája
Munkáscsaládból származott. Négy polgári osztályt végzett, majd édesapja foglalkozását követve kőműves szakmát tanult. Kőművestanoncként került kapcsolatba a szervezett ifjúmunkás-mozgalommal. 1918-ban az Ifjúmunkások Országos Szövetségének vezetőségi tagja volt. 1919-ben Romániába menekült. 1923-ban visszatért Budapestre; szakmájában dolgozott. Bekapcsolódott a Magyarországi Építőmunkások Országos Szövetségének munkájába. 1923-tól az Magyarországi Szociáldemokrata Párt tagja volt. 1929-től az Építőmunkások Szövetsége alelnöke, 1942-ben elnöke volt. 1931–1933 között önálló kisiparos volt. 1935-ben felvették az illegális KMP-be. Az 1930-as években részt vett a szakszervezeti ellenzéki mozgalomban, egyik szervezője volt az 1935. évi nagy építőmunkás-sztrájknak. 1936-tól különböző cégeknél munkavezető volt. 1942-ben letartóztatták, majd szabadon engedése után a katonai behívó elől is megszökött. 1945-ben lett a Magyar Kommunista Párt tagja. 1945. májusban kerületi elöljáró volt. 1946–1948 között Budapest alpolgármestere volt. 1948. áprilisától az Építésügyi Minisztérium miniszterhelyettese lett. 1949 elejétől államtitkár volt. 1951–1970 között az Országos Nyugdíjfolyósító Intézet elnöke volt. 1957. júniusától az MSZMP Központi Revíziós Bizottságának tagja, majd elnöke volt. 1962–1975 között az MSZMP Központi Bizottságának tagja volt.
Sírja a Fiumei úti sírkertben található (30/2-1-53).

## Díjai
- Munka Érdemrend (1961)
- A Munka Vörös Zászló Érdemrendje (1970)